# Tastavinsaurus
Tastavinsaurus („ještěr od Peñarroya de Tastavins“) byl rod sauropodního dinosaura z kladu Camarasauromorpha, žijícího v období spodní křídy (geologické stupně berrias až apt, asi před 125 miliony let) na území severovýchodního Španělska (provincie Teruel).

## Popis

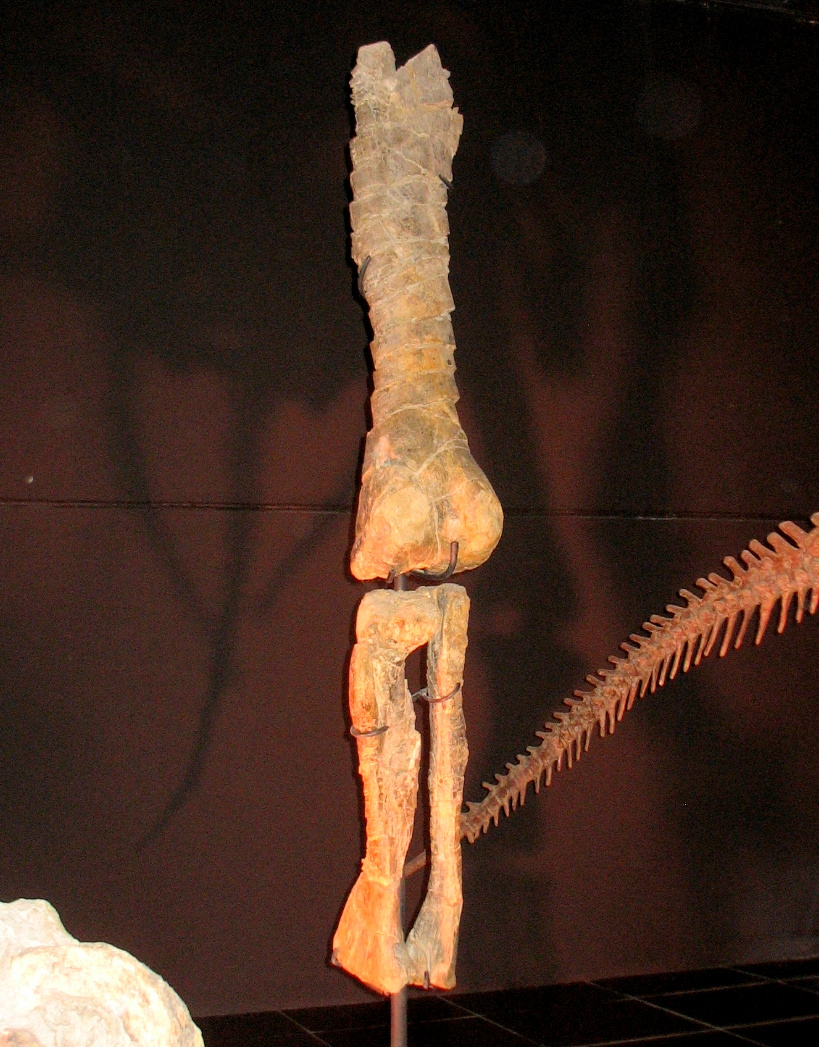
Fosilie rodu Tastavinsaurus - pravá stehenní, lýtková a holenní kost.

Fosilie tohoto sauropoda v podobě poměrně kompletní kostry byla objevena v sedimentech marinního souvrství Xert. Formálně byl druh T. sanzi popsán v roce 2008 trojicí španělských paleontologů. rodové jméno odkazuje k místu objevu fosilií (Peñarroya de Tastavins), druhové je poctou španělskému paleontologovi José Luis Sanzovi. Jedná se o jednu z nejkompletnějších a nejlépe dochovaných fosilií sauropodního dinosaura z období spodní křídy v Evropě.
Délka tohoto středně velkého sauropoda dosahovala zhruba 17 metrů a jeho hmotnost činila kolem 18 tun.

## Systematické zařazení
Tastavinsaurus byl zástupcem kladu Titanosauriformes a Somphospondyli (resp. Laurasiformes) a jeho sesterským taxonem je severoamerický rod Venenosaurus. Blízce příbuzným rodem je také Garumbatitan, formálně popsaný ze stejného souvrství v roce 2023.